# Kathinka Zapf
Kathinka Zapf (* 19. Dezember 1869 in Stuttgart; † 1944) war eine deutsche Musiklehrerin und Sängerin.

## Leben
Zapf studierte in den Jahren 1892 bis 1895 in Wiesbaden bei Hugo Riemann Klavier und Musiktheorie sowie beim Opernsänger  August Zapf (1826–1910) Gesang. Ab 1895 war sie daselbst als Privatlehrerin für Klavier und Gesang tätig. Von 1897 bis 1925 war sie Sopran in der Synagoge der Stadt Wiesbaden.